# ロックニ・ブルーベイカー
ロックニ・ブルーベイカー（英語: Rockne Brubaker、1986年6月21日 - ）は、アメリカ合衆国出身の男性フィギュアスケート選手(ペア)。パートナーはリンゼイ・デイヴィス、マリー・ベス・マーリー、キオーナ・マクラフリン、マリエル・ミラー。弟はアイスダンス選手のコリン・ブルーベイカー。妻はフィギュアスケート選手のステファニア・ベルトン。
全米フィギュアスケート選手権優勝2回（2008、2009年）。2007年世界ジュニアフィギュアスケート選手権優勝。

## 人物
2013年2月2日に、イタリアのペアスケーターのステファニア・ベルトンにプロポーズをした。2015年6月5日にシカゴで挙式をした。

## 経歴
ミズーリ州セントルイスに生まれ、5歳からスケートを始める。ノービス時代からマリエル・ミラーとペアを結成し、2003-2004年シーズンより本格的に国際大会へ出場。ISUジュニアグランプリで3度優勝、全米フィギュアスケート選手権ジュニアクラスで優勝を果たすが2006年に解散する。
同年春よりキオーナ・マクラフリンと新たにペアを結成、2006-2007シーズンのJGPブダペストとJGP台湾杯で連続優勝を飾る。初進出のJGPファイナル優勝。2007年世界ジュニアフィギュアスケート選手権も制し、ジュニアタイトルを総なめにした。
2007-2008シーズンより国内外ともにシニアクラスに移行。初戦となる中国杯で2位、次戦NHK杯でも2位となったが、初進出のグランプリファイナルではショートプログラム後に棄権した。2008年全米選手権ではシニアクラス初優勝を飾ったものの、パートナーのマクラフリンの年齢制限により2008年世界選手権に出場はできず、自身の年齢制限により、2008年世界ジュニア選手権にも出場ができなかった。
2010年マクラフリンの引退により、ペアを解消。新たに、マリー・ベス・マーリーとペアを結成した。
2012年8月14日、マーリーが摂食障害になり引退し、ペアを解消。アマンダ・エボラとトライアウトを行うも、地理的な問題もありペア結成には至らなかった。
2013年2月、弟のコリン・ブルーベイカーと一緒に練習をしていたカントンのリンクでリンゼイ・デイヴィスとペアを結成。しかしペアは1シーズンで解散した。
2014年、フォックスバレーアイスアリーナでスケーティングディレクターの仕事を始めた。2015年にはリーフスアイスセンターのスケーティングディレクターに、妻のステファニア・ベルトンと共に就任した。

## 主な戦績
- 2013-2014シーズンはリンゼイ・デイヴィスとのペア。
- 2011-2012シーズンまではマリー・ベス・マーリーとのペア。
- 2009-2010シーズンまではキオーナ・マクラフリンとのペア。

| 大会/年            | 2006-07 | 2007-08 | 2008-09 | 2009-10 | 2010-11 | 2011-12 | 2013-14 |
| ------------------ | ------- | ------- | ------- | ------- | ------- | ------- | ------- |
| 世界選手権         |         |         | 11      |         |         | 10      |         |
| 四大陸選手権       |         |         | 5       | 2       | 8       | 3       |         |
| 全米選手権         | 1 J     | 1       | 1       | 5       | 4       | 2       | 9       |
| GPファイナル       |         | 棄権    |         |         |         |         |         |
| GPロステレコム杯   |         |         |         | 3       |         |         | 7       |
| GPスケートカナダ   |         |         | 3       |         |         |         | 6       |
| GPスケートアメリカ |         | 2       | 2       | 4       |         | 7       |         |
| GP中国杯           |         | 2       |         |         |         |         |         |
| GPNHK杯            |         | 2       |         |         |         |         |         |
| ネーベルホルン杯   |         |         |         |         |         |         | 5       |
| ニース杯           |         |         |         |         |         | 3       |         |
| ネスレ杯           |         |         |         |         | 1       |         |         |
| 世界Jr.選手権      | 1       |         |         |         |         |         |         |
| JGPファイナル      | 1       |         |         |         |         |         |         |
| JGP台湾杯          | 1       |         |         |         |         |         |         |
| JGPブダペスト      | 1       |         |         |         |         |         |         |

- マリエル・ミラーとのペア。

| 大会/年               | 2003-04 | 2004-05 | 2005-06 |
| --------------------- | ------- | ------- | ------- |
| 世界Jr.選手権         |         | 4       |         |
| 全米選手権            | 2 J     | 1 J     |         |
| JGPファイナル         |         | 3       | 3       |
| JGPソフィア杯         |         |         | 1       |
| JGPスケートスロバキア |         |         | 1       |
| JGPハルギタ杯         |         | 2       |         |
| JGPクールシュベル     |         | 1       |         |
| トリグラフトロフィー  | 1 J     |         |         |

- J = ジュニアクラス

### 詳細
| 2013-2014 シーズン    |                                                      |          |          |          |
| 開催日                | 大会名                                               | SP       | FS       | 結果     |
| 2014年1月5日 - 12日   | 全米フィギュアスケート選手権（ボストン）             | 10 54.14 | 7 109.67 | 9 163.81 |
| 2013年11月22日 - 24日 | ISUグランプリシリーズ ロステレコム杯（モスクワ）     | 7 51.59  | 7 100.31 | 7 151.90 |
| 2013年10月25日 - 27日 | ISUグランプリシリーズ スケートカナダ（セントジョン） | 7 52.69  | 6 101.02 | 6 153.71 |
| 2013年9月25日 - 28日  | 2013年ネーベルホルン杯（オーベルストドルフ）         | 6 54.04  | 5 102.87 | 5 156.91 |

| 2011-2012 シーズン     |                                                              |          |           |           |
| 開催日                 | 大会名                                                       | SP       | FS        | 結果      |
| 2012年3月26日 - 4月1日 | 2012年世界フィギュアスケート選手権（ニース）                 | 10 59.62 | 10 111.28 | 10 170.90 |
| 2012年2月9日 - 12日    | 2012年四大陸フィギュアスケート選手権（コロラドスプリングス） | 3 62.42  | 3 116.47  | 3 178.89  |
| 2012年1月22日 - 29日   | 全米フィギュアスケート選手権（サンノゼ）                     | 1 65.80  | 2 120.27  | 2 186.07  |
| 2011年10月26日 - 30日  | 2011年ニース杯（ニース）                                     | 4 52.04  | 3 107.04  | 3 159.08  |
| 2011年10月21日 - 23日  | ISUグランプリシリーズ スケートアメリカ（オンタリオ）         | 6 56.16  | 8 88.64   | 7 144.80  |

| 2010-2011 シーズン   |                                                |          |          |          |
| 開催日               | 大会名                                         | SP       | FS       | 結果     |
| 2011年2月15日 - 20日 | 2011年四大陸フィギュアスケート選手権（台北）   | 10 45.60 | 8 98.86  | 8 144.46 |
| 2011年1月6日 - 9日   | 2011年ネスレネスクイック杯（トルン）           | 1 56.51  | 1 99.96  | 1 156.47 |
| 2011年1月23日 - 30日 | 全米フィギュアスケート選手権（グリーンズボロ） | 3 58.10  | 4 105.45 | 4 163.55 |

| 2009-2010 シーズン    |                                                            |         |          |          |
| 開催日                | 大会名                                                     | SP      | FS       | 結果     |
| 2010年1月25日 - 31日  | 2010年四大陸フィギュアスケート選手権（全州）               | 2 64.56 | 2 105.61 | 2 170.17 |
| 2010年1月14日 - 24日  | 全米フィギュアスケート選手権（スポケーン）                 | 7 52.55 | 5 113.18 | 5 165.73 |
| 2009年11月12日 - 15日 | ISUグランプリシリーズ スケートアメリカ（レークプラシッド） | 4 58.54 | 4 106.83 | 4 165.37 |
| 2009年10月22日 - 25日 | ISUグランプリシリーズ ロステレコム杯（モスクワ）           | 3 61.34 | 5 99.21  | 3 160.55 |

| 2008-2009 シーズン       |                                                      |         |          |           |
| 開催日                   | 大会名                                               | SP      | FS       | 結果      |
| 2009年3月23日 - 29日     | 2009年世界フィギュアスケート選手権（ロサンゼルス）   | 9 53.62 | 12 90.12 | 11 143.74 |
| 2009年2月2日 - 8日       | 2009年四大陸フィギュアスケート選手権（バンクーバー） | 7 54.16 | 4 109.85 | 5 164.01  |
| 2009年1月18日 - 25日     | 全米フィギュアスケート選手権（クリーブランド）       | 2 61.12 | 1 117.64 | 1 178.76  |
| 2008年10月31日 - 11月2日 | ISUグランプリシリーズ スケートカナダ（オタワ）       | 2 60.66 | 3 100.85 | 3 161.51  |
| 2008年10月23日 - 26日    | ISUグランプリシリーズ スケートアメリカ（エバレット） | 3 57.02 | 2 115.67 | 2 172.69  |

| 2007-2008 シーズン       |                                              |         |          |          |
| 開催日                   | 大会名                                       | SP      | FS       | 結果     |
| 2008年1月20日 - 27日     | 全米フィギュアスケート選手権（セントポール） | 1 66.54 | 1 124.20 | 1 190.74 |
| 2007年12月13日 - 16日    | 2007/2008 ISUグランプリファイナル（トリノ）  | 5 55.24 | -        | 棄権     |
| 2007年11月29日 - 12月2日 | ISUグランプリシリーズ NHK杯（仙台）          | 4 55.66 | 2 110.82 | 2 166.48 |
| 2007年11月7日 - 11日     | ISUグランプリシリーズ 中国杯（ハルビン）     | 2 59.22 | 2 95.44  | 2 154.66 |

| 2006-2007 シーズン     |                                                                  |         |          |          |
| 開催日                 | 大会名                                                           | SP      | FS       | 結果     |
| 2007年2月26日 - 3月4日 | 2007年世界ジュニアフィギュアスケート選手権（オーベルストドルフ） | 1 57.00 | 1 101.72 | 1 158.72 |
| 2007年1月21日 - 18日   | 全米フィギュアスケート選手権 ジュニアクラス（スポケーン）        | 1 61.76 | 1 100.47 | 1 162.23 |
| 2006年12月7日 - 9日    | 2006/2007 ISUジュニアグランプリファイナル（ソフィア）            | 1 55.30 | 2 91.31  | 1 146.61 |
| 2006年10月12日 - 15日  | ISUジュニアグランプリ 台湾杯（台北）                             | 2 48.79 | 1 88.01  | 1 136.80 |
| 2006年8月31日 - 9月3日 | ISUジュニアグランプリ ブダペスト（ブダペスト）                   | 1 47.62 | 1 84.02  | 1 131.64 |

| 2005-2006 シーズン      |                                                            |         |         |          |
| 開催日                  | 大会名                                                     | SP      | FS      | 結果     |
| 2005年11月24日 - 27日   | 2005/2006 ISUジュニアグランプリファイナル（オストラヴァ）  | 5 44.48 | 3 86.99 | 3 131.47 |
| 2005年9月29日 - 10月2日 | ISUジュニアグランプリ ソフィア杯（ソフィア）               | 2 46.31 | 1 91.41 | 1 137.72 |
| 2005年9月1日 - 5日      | ISUジュニアグランプリ スケートスロバキア（ブラチスラヴァ） | 1 44.13 | 1 86.37 | 1 130.50 |

| 2004-2005 シーズン     |                                                             |         |         |          |
| 開催日                 | 大会名                                                      | SP      | FS      | 結果     |
| 2005年2月28日 - 3月6日 | 2005年世界ジュニアフィギュアスケート選手権（キッチナー）    | 4 51.54 | 5 88.10 | 4 139.64 |
| 2005年1月9日 - 16日    | 全米フィギュアスケート選手権 ジュニアクラス（ポートランド） | 1       | 1       | 1        |
| 2004年12月2日 - 5日    | 2004/2005 ISUジュニアグランプリファイナル（ヘルシンキ）     | 2 51.05 | 3 90.28 | 3 141.33 |
| 2004年10月14日 - 17日  | ISUジュニアグランプリ ハルギタ杯（ミエルクレア＝チュク）    | 2 43.39 | 1 88.86 | 2 132.25 |
| 2004年8月26日 - 29日   | ISUジュニアグランプリ クールシュヴェル（クールシュヴェル）  | 1 55.71 | 2 80.10 | 1 135.81 |

| 2003-2004 シーズン   |                                                           |    |    |      |
| 開催日               | 大会名                                                    | SP | FS | 結果 |
| 2004年4月14日 - 18日 | 2004年トリグラフトロフィー ジュニアクラス（イェセニツェ） | 1  | 1  | 1    |

## プログラム使用曲
| シーズン  | SP | FS | EX                                                                    |
| --------- | --- | --- | --------------------------------------------------------------------- |
| 2013-2014 | Le petit fleur and Skolkian Africa Dance 演奏：シドニー・ベシェ、ルイ・アームストロング 振付：マリナ・ズエワ | 映画『シェルブールの雨傘』より 作曲：ミシェル・ルグラン 振付：レネー・ロカ                                              |                                                                       |
| 2011-2012 | 雨に唄えば                                                                                                   | ピアノ協奏曲第2番 作曲：セルゲイ・ラフマニノフ                                                                          | Haven't Met You Yet ボーカル：マイケル・ブーブレ                      |
| 2010-2011 | 映画『エリザベス:ゴールデン・エイジ』より 作曲：クレイグ・アームストロング、A・R・ラフマーン                 | 映画『アダムス・ファミリー』より 作曲：マーク・シャイマン                                                               | American Girl 曲：トム・ペティ&ザ・ハートブレイカーズ                 |
| 2009-2010 | Unchained Melody by アレックス・ノース and Hy Zaret                                                          | 映画『スラムドッグ$ミリオネア』より 作曲：A.R.ラフマーン                                                                | Tell Him 曲：コルビー・キャレイ                                       |
| 2008-2009 | マラゲーニャ 作曲エルネスト・レクオーナ                                                                      | ミュージカル『ウエスト・サイド物語』より 作曲：レナード・バーンスタイン                                                 | Play That Funky Music 曲：ワイルド・チェリーサムシング 曲：ビートルズ |
| 2007-2008 | ピアノソナタ第14番 作曲：ルートヴィヒ・ヴァン・ベートーヴェン                                                | 映画『ロミオとジュリエット』より 作曲：ニーノ・ロータ バレエ『ロメオとジュリエット』より 作曲：セルゲイ・プロコフィエフ | Play That Funky Music 曲：ワイルド・チェリー                          |
| 2006-2007 | 映画『ある日どこかで』サウンドトラックより 作曲：ジョン・バリー                                              | 映画『ロミオとジュリエット』より 作曲：ニーノ・ロータ バレエ『ロメオとジュリエット』より 作曲：セルゲイ・プロコフィエフ | Play That Funky Music 曲：ワイルド・チェリー                          |